# Siden sidst (film)
|  | Denne artikel er oprettet af botten Steenthbot ud fra en ekstern database. Den kan derfor have sproglige fejl eller mangler. Denne skabelon kan fjernes efter kontrol af indholdet. |

Siden sidst er en dansk kortfilm fra 1985 instrueret af Lars Christiansen og Brian Melby.

## Handling
Allan er lige kommet ud af fængslet. Han er klar til at prøve på en frisk med en af sine venner. Men vennerne fra fortiden dukker op, og problemerne opstår. En action-film uden action.